# ژلوتاوا
ژلوتاوا (به چکی: Žlutava) یک منطقهٔ مسکونی در جمهوری چک است که در شهرستان زلین واقع شده‌است. ژلوتاوا ۷٫۴ کیلومتر مربع مساحت و ۱٬۰۳۰ نفر جمعیت دارد و ۲۹۸ متر بالاتر از سطح دریا واقع شده‌است.